# Station Rabka Zdrój
Station Rabka Zdrój is een spoorwegstation in de Poolse plaats Rabka-Zdrój.